# Alberto Fonseca
Pour les articles homonymes, voir Fonseca.
Alberto Gomes Fonseca Júnior, plus communément appelé Alberto, est un footballeur portugais né le 22 août 1956 à Bissau. Il évoluait au poste de défenseur.

## Carrière
- 1976-1980 :  Benfica Lisbonne
- 1980-1985 :  Boavista FC
- 1985-1987 :  CF Belenenses[2],[3]

## Palmarès

### En club
Avec le Benfica Lisbonne :
- Champion du Portugal en 1977
- Vainqueur de la Coupe du Portugal en 1980